# Weston, Oregon
Weston är en ort i Umatilla County i delstaten Oregon, USA.